# Нью-Йорк пост
«New York Post» — одна з найбільших американських газет. Заснована в 1801 році. Наклад (в 2007 році) 625 тисяч примірників у звичайні дні і 386 тисяч примірників — у неділі. З 1993 року газета належить компанії News Corporation американського медіа-магната Руперта Мердока.

## Історія
«New York Post», заснована 16 листопада 1801 р., Як New-York Evening Post, описує себе як найстаріша постійно публікована щоденна газета країни.
Газета була заснована Александром Гамільтоном з приблизно 10 000 доларів США від групи інвесторів восени 1801 року, як New-York Evening Post. Співінвесторами Гамільтона були інші співтовариства Нью-Йорка федералістичної партії, такі як Роберт Троуп та Олівер Волкотт, які були обурені виборами Томаса Джефферсона в якості президента США та зростання популярності Демократично-республіканської партії. Зустріч, на якій Гамільтон вперше набрала інвесторів для нового паперу, відбулася на виїзді у особняку, нині відомому як Особняк Ґрейсі. Гамільтон вибрав Вільяма Коулмена, свого першого редактора.
Найвідомішим редактором нью-йоркського вечірнього послання 19-го століття був поет і лібераліст Вільям Каллен Брайант. Настільки добре шанований був New-York Evening Post під редакцією Брайана, він отримав похвалу від англійського філософа Джона Стюарта Мілль, в 1864 році.
Влітку 1829 року Брайант запросив Уїльяма Леггетта, демократа Локофока, для написання статті. Там, крім літературних та драматичних оглядів, Леггетт почав писати політичні редакційні статті. Класична ліберальна філософія Легетта спричинила жорстку опозицію до центрального банкінгу, підтримку добровільних профспілок та відданість економіці вільної економіки. Він був членом Партії рівних прав. Леггетт став співвласником і редактором Post у 1831 році, зрештою працюючи єдиним редактором газети, а Брайант подорожував у Європі в 1834-48.
У 1881 році Генрі Віллард взяв під свій контроль New-York Evening Post, а також The Nation, яка стала тижневим виданням Post. З цим придбанням документ керував тріумвіратом Карла Шурза, Гораса Уайта та Едвіна Л. Годікіна [11]. Коли Шурц залишив цей документ у 1883 році, Годкін став головним редактором. Уайт став головним редактором у 1899 році і залишався в цій ролі до свого виходу на пенсію в 1903 році.
У 1897 році обидва публікації передані керівництву сина Вілларда Освальда Гаррісона Вілларда, члена-засновника як Національної асоціації по просуванню кольорових людей [16], так і Американського союзу громадянських свобод.

## Вплив
У 2017 році «Нью-Йорк Пост», як повідомляється, є найкращою газетою для президента США Дональда Трампа, який підтримує часті контакти з його власником Рупертом Мердоком.

## Website
У 1996 році Post випустив інтернет-версію газети. Оригінальний сайт включав кольорові фотографії та розділи, розділені на Новини, Спорт, Редакція, Спліт, Розваги та Бізнес. Вона також мала архів протягом останніх семи днів. З тих пір вона була кілька разів перероблена, останнє втілення було розпочато 6 вересня 2009 року. У 2005 році вебсайт реалізував реєстраційну вимогу, але видалив його в липні 2006 року. На поточному вебсайті також постійно оновлюються новини; розважальні, ділові та спортивні блоги; посилання на сторінку Six Magazine; фото та відео галереї; оригінальні відеоролики; фотографії та коментарі, подані користувачем; і потокове відео для живих подій. У 2014 році Post випустив сайт Decider. Decider пропонує рекомендації щодо послуг потокового передавання.